# Бузек
Бузек (нім. Buseck) — громада в Німеччині, знаходиться в землі Гессен. Підпорядковується адміністративному округу Гіссен. Входить до складу району Гіссен.
Площа — 38,67 км2. Населення становить 12 973 ос. (станом на 31 грудня 2020).